# Pseudomerodontina
Pseudomerodontina is een vliegengeslacht uit de familie van de roofvliegen (Asilidae).

## Soorten
- P. alata Scarbrough & Hill, 2000
- P. indica Joseph & Parui, 1979
- P. jayaraji Joseph & Parui, 1976